# Nicolaus Andreæ (död 1590)
Nicolaus Andreæ, död 1590 i Östra Husby församling, Östergötland, var en svensk präst.

## Biografi
Nicolaus Andreæ blev 1561 kyrkoherde i Östra Husby församling. Andreæ skrev under riksdagsbeslutet 25 januari vid Riksdagen 1571 Han avled 1590 i Östra Husby församling.

### Familj
Andreæ var gift med Karin Hansdotter. De fick tillsammans barnen kammarjungfrun Karin Nilsdotter och kyrkoherden Andreas Nicolai (1567-1631) i Östra Husby församling.